# Omega Healthcare
Omega Healthcare Investors ist ein in den Vereinigten Staaten und Großbritannien tätiger, börsennotierter Immobilieninvestmenttrust (REIT) in der Gesundheits- und Pflegebranche. Das Unternehmen investiert in Neubau und Renovierung von Immobilien, welche dann als Seniorenwohnungen, Altenheime, Krankenhäuser oder Pflegeeinrichtungen an Dritte vermietet werden. Auch Ärzte- und Gesundheitszentren sowie Einrichtungen für betreutes Wohnen zählen zu den verwalteten Immobilien. Das Portfolio des Unternehmens beinhaltet aktuell 924 Einrichtungen verwaltet von 67 verschiedenen Betreibern.
Omega Healthcare wird bei einer Marktkapitalisierung von 7,64 Mrd. USD an der NYSE unter dem Börsenkürzel OHI gehandelt.

## Unternehmensgeschichte
Omega Healthcare wurde 1992 gegründet. In den folgenden Jahren übernahm das Unternehmen mehrere Mitbewerber, darunter 1994 Health Equity Properties Incorporated und 2014 Aviv REIT, Inc.
Am 17. Mai 2019 wurde bekannt, dass Omega Healthcare Investores den Konkurrenten MedEquities Realty Trust für einen Kaufpreis von 600 Mio. USD, bestehend aus Aktien und Bargeld, übernimmt.